# グレン・フォード
グレン・フォード（英:Glenn Ford、本名:Gwyllyn Samuel Newton Ford、1916年5月1日 - 2006年8月30日）は、アメリカ合衆国の俳優。カナダ・ケベック州出身。息子は同じく俳優のピーター・フォード（母は最初の妻エレノア・パウエル）。

## 来歴
1916年にカナダ・ケベック州サント＝クリスティーヌ＝ドヴェルニュで生まれる。父親のニュートン・フォードは鉄道会社の重役で、カナダの初代および第3代首相ジョン・A・マクドナルドの甥である。また先祖には第8代アメリカ合衆国大統領マーティン・ヴァン・ビューレンがいる。8歳の時に家族でサンタモニカに移住し、1939年にアメリカの市民権を取得。
高校在学中に演劇に興味を持ち、卒業後に劇団に所属し演技の道に入る。1939年よりコロムビア映画に所属し映画に出演しはじめると、父親の故郷カナダ・グレンフォードから取ってグレン・フォードと名乗るようになる。しかし、第二次世界大戦勃発に伴い、1942年にアメリカ海兵隊予備役（USMCR）に志願、1943年に現役勤務となるが、生涯の持病となる消化器潰瘍を患い、出征しないまま1944年に傷病除隊した。なお1958年には海軍予備員に志願し、俳優業と兼ねる形で1970年まで務めている。
1946年、リタ・ヘイワースと共演した映画『ギルダ』で一躍有名となり、その後も『暴力教室』、『スーパーマン』など数多くの作品に出演した。
1956年（昭和31年）3月31日にMGM映画『八月十五夜の茶屋』（共演：京マチ子）の撮影のためと、1969年（昭和44年）8月に観光旅行で来日している。
1961年の『ポケット一杯の幸福』でゴールデングローブ賞 主演男優賞 （ミュージカル・コメディ部門）を受賞した。
1992年には第二次世界大戦での働きに対し、レジオンドヌール勲章を受章している。
私生活では4度の結婚歴がある他、ジョーン・クロフォード、ブリジット・バルドー、ホープ・ラング、デビー・レイノルズ、ダイナ・ショア、リタ・ヘイワースなど様々な女優らとの恋愛関係が知られている。
2006年8月30日、90歳没。

## 出演作品
- 掠奪の町 Texas (1941)

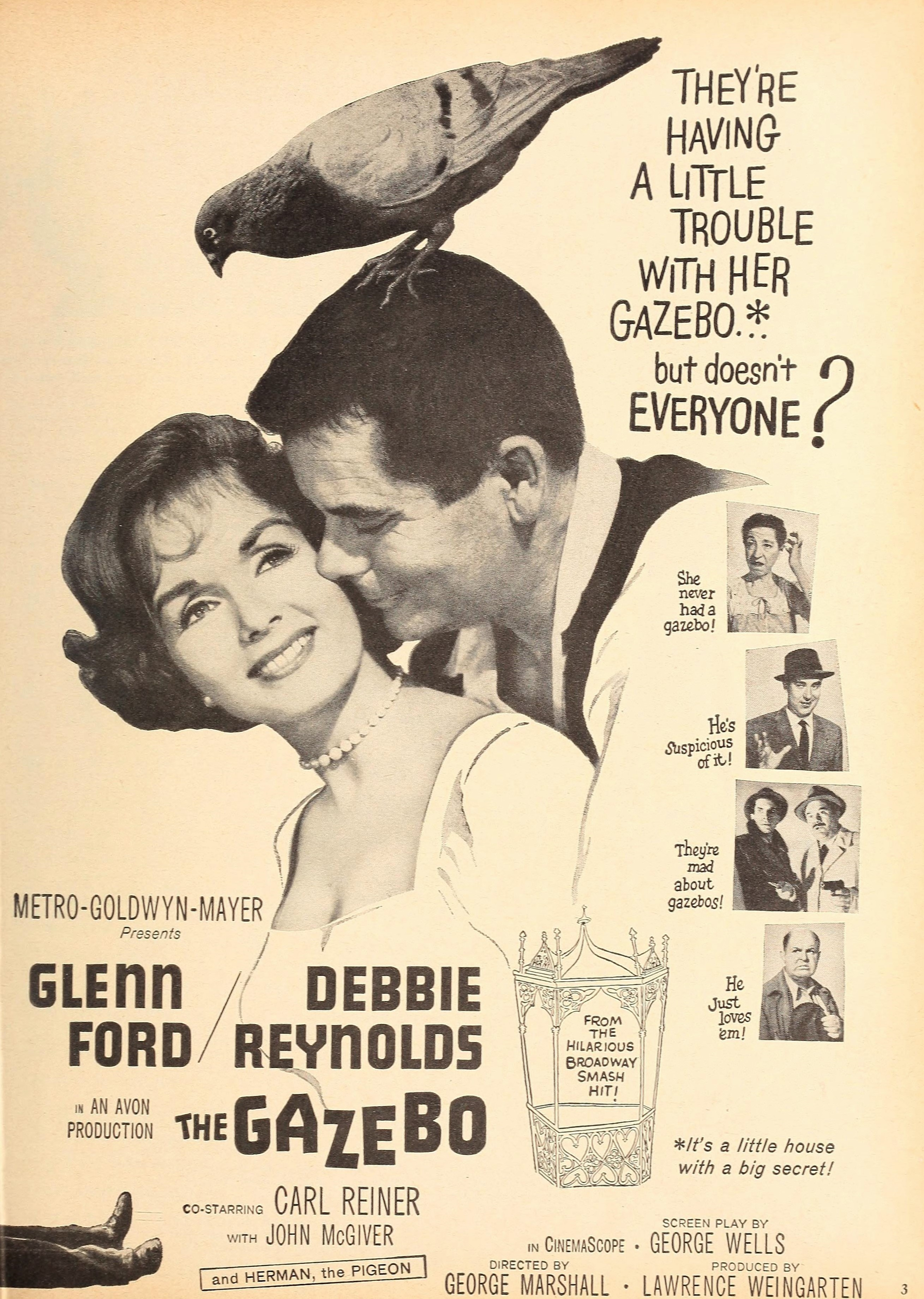
『奥様の裸は高くつく』（1959年）

- 無頼漢 Desperadoes (1943) シャイアン・ロジャース
- ギルダ Gilda (1946)
- カルメン The Loves of Carmen (1948)
- コロラド The Man from Colorado (1949)
- 平原の待伏せ The Man from the Alamo（1953）
- 地獄の道連れ Appointment in Honduras (1953)
- 復讐は俺に任せろ The Big Heat (1953)
- 暴力教室 Blackboard Jungle (1955)
- わが愛は終りなし Interrupted Melody (1955)
- アメリカの戦慄 Trial (1955)
- 誘拐 Ransom! (1956)
- 八月十五夜の茶屋 The Teahouse of the August Moon (1956)
- 必殺の一弾 The Fastest Gun Alive (1956)
- 去り行く男 　Jubal　(1956)
- 辺境の掠奪者 The Americano (1957)
- 決断の3時10分 3:10 to Yuma (1957)
- 縄張り The Sheepman (1958)
- 奥様の裸は高くつく The Gazebo (1959)
- それはキッスで始った It Started with a Kiss (1959)
- シマロン Cimarron (1960)
- 黙示録の四騎士 The Four Horsemen of the Apocalypse (1961)
- ポケット一杯の幸福 Pocketful of Miracles (1961)
- 追跡 EXPERIMENT IN TERROR (1962)
- けっさくなエディ The Courtship of Eddie's Father (1963)
- ニューヨークの恋人 Dear Heart  (1964)
- パリは燃えているか Paris, brûle-t-il ? (1966)
- 不時着 Fate Is the Hunter (1966)
- 恐怖の48時間 Rage (1966)
- 大いなる砲火 The Long Ride Home (1967)
- ガンマンの対決 Day of the Evil Gun (1968)
- 夕陽の対決 Heaven with a Sun (1969)
- ミッドウェイ Midway (1976)
- スーパーマン Superman (1978)
- ザ・ビジター The visitor (1979)
- 復活の日 (1980)